# Mavka – Hüterin des Waldes
Mavka – Hüterin des Waldes (ukrainisch Мавка. Лісова пісня Mawka. Lissowa pisnja) ist eine ukrainische computeranimierte Fantasy-Komödie unter der Regie von Oleh Malamusch und Oleksandra Ruban. Der Film basiert auf dem poetischen Theaterstück Das Waldlied der Dichterin Lessja Ukrajinka und ist von der ukrainischen und slawischen Volksmythologie inspiriert. Der Film wurde am 2. März 2023 in der Ukraine uraufgeführt. In Deutschland kam er am 8. Juni 2023 in die Kinos.

## Inhalt
Der Animationsfilm beschreibt die Beziehung zwischen Waldgeistern und Menschen. Die Hauptfigur unter den Waldbewohnern ist die freundliche und naive Mavka, die im Frühling aufwacht, um die restlichen Geister zu wecken. Sie wird zur neuen Hüterin des Waldes ernannt, was ihr magische Kräfte verleiht.
Um seinen kranken Onkel Leo zu retten, begibt sich der Musiker Lukas auf Anregung der grausamen Sägewerksbesitzerin Kylina in den geheimnisvollen und verbotenen Wald, um die Quelle des Lebens zu finden. Tatsächlich möchte Kylina die Kraft der Quelle nutzen, um ewige Jugend zu erlangen. Mavka bewundert Lukas‘ musikalisches Talent und es entstehen Gefühle zwischen ihnen.
Doch Kylina und ihre Pläne, den Wald zu zerstören, stehen dem Aufbau guter Beziehungen zwischen den Bewohnern des Zauberwaldes und den Menschen im Weg. Um ihre Ziele zu erreichen, hetzt Kylina die Dorfbewohner gegen die Waldgeister auf. Die Dorfbewohner greifen den Wald an. Es beginnt ein schrecklicher Kampf. Während dieser Schlacht ruft Mavka als Wächterin des Waldes den obersten Geist „der im Stein sitzt“ herbei, um ihr den Funken der Wut im Tausch gegen ihr Leben zu verleihen. Dank dieser Macht vertreibt Mavka die Dorfbewohner aus dem Wald. Mavka nähert sich in einem Wirbelsturm aus Feuer dem Dorf. Dank Lucas‘ Musik und einem gemeinsamen Lied gelingt es den Dorfbewohnern jedoch mit der Kraft der Liebe, Mavka aufzuwecken, ihre Wut und den Feuersturm zu stoppen. Die Bewohner des Waldes und des Dorfs schließen Frieden.

## Synchronisation
| Rolle     | Deutsche Synchronisation | Ukrainische Synchronisation |
| --------- | ------------------------ | --------------------------- |
| Mavka     | Kirstin Hesse            | Natalija Denyssenko         |
| Lukas     | Louis Friedemann Thiele  | Artem Pywowarow             |
| Kylena    | Ilya Welter              | Olena Kravets               |
| Karl      | Lena Schmidtke           | Serhij Prytula              |
| Ondina    | Fabienne Hesse           | Julija Sanina               |
| Onkel Leo | Josef Tratnik            | Oleh Mychajljuta            |

## Produktion
Im September 2015 wurde erstmals berichtet, dass die Film.UA Group an einem 3D-Animationsfilm arbeite. Der erste Teaser-Trailer des Films wurde am 18. Juli 2017 gezeigt. Ein weiterer Trailer wurde am 1. Februar 2023 veröffentlicht und enthält das Lied Language of the Wind, gesungen von Chrystyna Solowij und Artem Pywowarow.
Der Film wurde während des Russisch-Ukrainischer Krieges unter schwierigen Bedingungen in der Ukraine produziert. Die Produzentin Iryna Kostyuk kommentierte: „Es geht darum, sein Land und seine Werte zu schützen, und dass man sich manchmal sogar opfern muss, wenn Gefahr droht.“

## Rezeption
„Der ukrainische Animations- und Märchenfilm erinnert zwar durchaus an US-amerikanische Vorbilder, ist aber von vielen ukrainischen Folklore-Elementen durchzogen und poetisch-liebevoll animiert, was insbesondere in der untertitelten Originalfassung deutlich hervortritt.“

„...der Film bewegt sich ... keineswegs in eine Richtung, in der es um nationale Selbstvergewisserung oder Abgrenzung geht (selbst die Antagonistin kommt aus den eigenen Reihen), sondern eher um eine etwas schmalzig-naive Botschaft über das Leben in Harmonie mit der Natur.
...
Diese Natur, das muss man sagen, sieht sensationell gut aus. Animation wie Hintergründe sind beglückend schön, ... und der Film enthält tatsächlich einige ruhige Momente, in denen man sich dieser Schönheit einfach hingeben mag...
 [Der Film nimmt sich Zeit ] auch davon zu erzählen, wie leicht sich Angst und Unwissen nutzen lassen, um Menschen zu manipulieren und aufzuhetzen – eine letztlich kurze Szene, aber doch der eindrücklichste Moment des Films.“

Julie Metzdorf bescheinigt dem Film auf BR24 ein „schlechtes Drehbuch“ und eine „zweifelhafte Botschaft“.